# Abram van Heerden
Abram Andries van Heerden (* 7. September 1927; † 3. September 2021) war ein südafrikanischer Leichtathlet.
Abram van Heerden nahm an den Olympischen Spielen 1948 in London teil. Im 1000-Meter-Lauf schied er im Vorlauf und im 200-Meter-Lauf im Halbfinale aus.